# 岩城郵便局 (秋田県)
岩城郵便局（いわきゆうびんきょく）は、秋田県由利本荘市にある郵便局。
郵便区番号「018-12」及び「018-13」の配達を受け持つ。

## 概要
住所：〒018-1399 秋田県由利本荘市岩城内道川烏森150-19

## 郵便区内の無集配郵便局
- 亀田郵便局：〒018-1218　秋田県由利本荘市岩城亀田大町肴町4
- 新谷簡易郵便局：〒018-1302　秋田県由利本荘市岩城勝手前砂沢97-1

## 沿革
- 1881年（明治14年）11月18日 - 五等郵便局の内道川郵便局として開局[2]。
- 1885年（明治18年）11月16日 - 貯金預所設置[3]。
- 1886年（明治19年）
  - 4月15日 - 貯金預所廃止[4]。
  - 4月26日 - 三等郵便局となる[5]。
- 1892年（明治25年）7月1日 - 羽後国由利郡松ヶ崎村に移転し、松ヶ崎郵便局と改称[6]。（実質閉局）
- 1900年（明治33年）8月1日 - 羽後国由利郡道川村大字内道川に内道川郵便受取所として開局、小包郵便、郵便為替及び郵便貯金事務開始[7]。
- 1904年（明治37年）5月1日 - 電信為替事務開始[8]。
- 1905年（明治38年）4月1日 - 郵便受取所から三等郵便局に変更、内道川郵便局となる[9]。
- 1908年（明治41年）3月1日 - 電信事務開始[10]。
- 1909年（明治42年）3月21日 - 集配事務開始[11]。
- 1919年（大正8年）5月1日 - 道川郵便局に改称[12]。
- 1920年（大正9年）2月22日 - 羽越北線（現羽越本線）秋田-道川間開通に伴い鉄道郵便線路開通、その受渡局となる[13]。
- 1937年（昭和12年）5月31日 - 電話通話事務開始[14]。
- 1938年（昭和13年）6月1日 - 電話事務開始[15]。
- 1939年（昭和14年）2月26日 - 電話交換業務開始[16]。
- 1958年（昭和33年）3月1日 - 風景入通信日附印使用開始[17]。
- 1966年（昭和41年）10月11日 - 郵便区内に新谷簡易郵便局開局[18]。
- 1976年（昭和51年）2月10日 - 電話交換業務廃止、本荘電報電話局に移管[19]。
- 1984年（昭和59年）2月1日 - 鉄道郵便受渡廃止[20]。
- 1993年（平成5年）4月12日 - 岩城郵便局に改称[21]。
- 2007年（平成19年）3月5日 - 亀田郵便局から集配業務を移管。

## 周辺
- 道川海水浴場